# Ахмед Люфті ель-Сайєд
Ахмед Люфті ель-Сайєд (араб. أحمد لطفي السيد, Ahmed Lutfi el-Sayed; 15 січня 1872 — 5 березня 1963) — єгипетський інтелектуал, діяч антиколоніального руху, перший директор Каїрського університету. Він також є одним із розбудовників сучасного єгипетського націоналізму, як і єгипетського секуляризму та лібералізму. Ахмед Люфті ель-Сайєд відомий за називним ім'ям «Навчитель покоління». Він також був одним із ярих опонентів теорії панарабізму, настоюючи на тому, що єгиптяни є са́ме єгиптянами, а не лише арабами.

## Біографія
Люфті народився у родині феллахів (єгипетських селян) у селі Беркін (Berqin) неподалік містечка Ес-Сімбеллавейн у мухафазі Дакахлія 15 січня 1872 року. Він навчався в Університеті Аль-Азхар, де відвідував лекція відомого єгипетського мислителя і суспільного діяча Мухаммеда Абдо. Са́ме Абдо мав значний вплив на формування особистості Люфті, подіяв на його реформістські настрої. Також Ахмед Люфті вступив до Школи права, яку закінчив 1894 року.
У 1907 році Ахмед Люфті ель-Сайєд заснував першу єгипетську політичну партію ель-Умма («Нація»), що було відповіддю молодого діяча та його оточення на актуальні політичні події (так звана справа Деншавай 1906 року — конфлікт британських солдатів і єгипетських селян, що переріс у затяжну дискусію щодо сучасності і майбутнього Єгипту) та підйом національних почуттів у єгиптян. Люфті також розпочав друк партійної газети «Ель-Ґаріда», на сторінках якої зокрема можна було прочитати: 
|  | «Ель-Ґаріда є суто єгипетською партією, метою якої є захист усіма можливостями виключно єгипетських інтересів.» |

Ахмед Люфті ель-Сайєд був членом єгипетської делегації на Паризькій мирній конференції, що проводилась у Версалі 1919 року, де відкрито заявив про потребу незалежності Єгипту від Британії.
Ахмед Люфті ель-Сайєд став першим директором Каїрського університету (тоді Єгипетського), інагурованим 11 травня 1925 року. Він був близьким другом і колегою Тахи Хусейна, навіть відмовився від свого директорства університету на знак протесту проти рішення єгипетського уряду змістити Хуссейна з його університетської посади у 1932 році. Знову Люфті відмовлявся від поста директора університету в 1937 році, коли єгипетська поліція увірвалася до закладу. 
Під час перебування Люфті на посаді директора Каїрського університету, перша група жінок-єгиптянок отримала вищу освіту в єгипетському виші.
Ахмед Люфті ель-Сайєд також у різний час обіймав різноманітні державні посади — міністра освіти, міністра внутрішніх справ, директора Академії арабської мови в Каїрі, та директора Будинку книг. Помер Люфті 1963 року.